# Katalinpuszta (Szendehely)
Katalinpuszta (németül: Galine, szlovákul: Katrenka) Szendehely egyéb belterülete.

## Történelem
1902-ben csatolták Szendehelyhez, előtte Pusztakatalin néven volt ismert.

## Népesség
A településrész 126 lakását 315 fő (2011. okt 1.) +/- lakja.

## Közlekedése
A település a 2-es főút mellett helyezkedik el, Szendehely központjától délre. Déli határszéle közelében ágazik ki a főútból a Verőcére vezető 12 101-es számú mellékút.
Közösségi közlekedéssel a Volánbusz 328-as, 329-es, 330-as, 331-es, 332-es, valamint 1010-es, 1011-es, 1012-es és 1013-as buszjárataival érhető el.

## Turizmus
Katalinpusztán kirándulóközpont működik, melyet az Ipoly Erdő Zrt. 2014-ben európai uniós támogatással felújíttat.

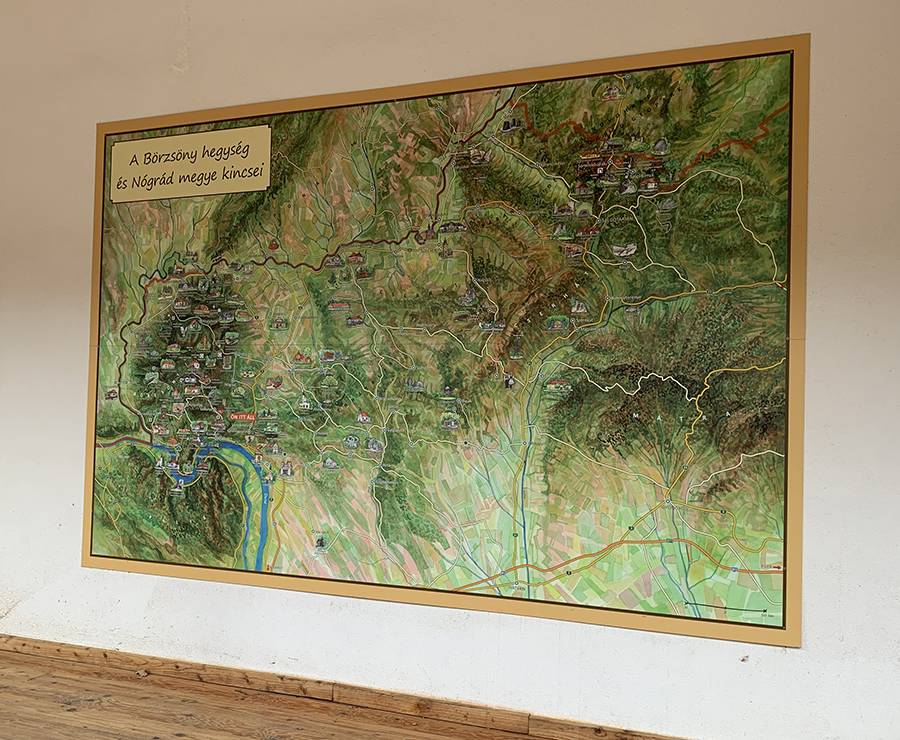
Látványtérkép a kirándulóközpontban

## Személyek
- Itt hunyt el Rockenbauer Pál (1933–1987) magyar természetfilmes, természetjáró.